# El Tepetate, Tierra Blanca
El Tepetate är en ort i Mexiko.   Den ligger i kommunen Tierra Blanca och delstaten Guanajuato, i den centrala delen av landet, 220 km nordväst om huvudstaden Mexico City. El Tepetate ligger 1 684 meter över havet och antalet invånare är 454.
Terrängen runt El Tepetate är huvudsakligen kuperad. El Tepetate ligger nere i en dal. Runt El Tepetate är det ganska glesbefolkat, med 34 invånare per kvadratkilometer. Närmaste större samhälle är Victoria, 12,4 km nordväst om El Tepetate. Trakten runt El Tepetate består i huvudsak av gräsmarker.